# Slide Away (canção de Oasis)
"Slide Away" é uma canção da banda de rock inglesa Oasis, extraída de seu primeiro álbum de estúdio Definitely Maybe (1994). Foi escrita pelo guitarrista principal Noel Gallagher e serve como a décima faixa do álbum.

## Composição e gravação
Noel Gallagher afirma que o escreveu em uma guitarra Les Paul que Johnny Marr lhe enviou, já que ele tinha poucas guitarras disponíveis na época. No DVD "Definitely Maybe", ele também observa que tirou o violão de Marr do estojo, sentou-se e "a música se escreveu sozinha". Gallagher escreveu sobre sua namorada na época - Louise Jones e a música foi escrita sobre seu relacionamento tempestuoso. Ele os descreveu como "almas gêmeas" e quando eles finalmente se separaram em junho de 1994, Noel disse "Acho que nunca vou superar isso".
Durante a gravação de Definitely Maybe, houve uma discussão entre Gallagher e o guitarrista base Paul "Bonehead" Arthurs. Gallagher foi levado ao pub pelo baixista Paul "Guigsy" McGuigan onde se acalmou, tomou alguns drinks, voltou aos estúdios e gravou "Slide Away". A música foi gravada durante as sessões iniciais do Monnow Valley Studio e produzida por Dave Batchelor. Durante a gravação, Batchelor ficou na frente do baterista Tony McCarroll e apontou para cada um de seus dois pratos de choque um de cada vez, para garantir que McCarroll alternasse os pratos na imagem estéreo.
Batchelor e a banda tiveram uma discussão sobre o andamento da música, que acabou por ser encerrada por sugestão do engenheiro Dave Scott. A banda completou a tomada final depois, mas Batchelor ficou furioso e demitiu Scott por causa do incidente. Scott foi posteriormente informado por Mark Coyle que "Slide Away" foi a única música mantida das sessões de Monnow Valley, após ser remixada por Owen Morris.

### Estilo
Relembrando o estilo de "Slide Away", Alex Niven escreveu que a canção "adota a técnica clássica do grunge" ao combinar uma "base de rock pesado com uma melodia que faz alusão a Neil Young e aos Beatles". Em uma entrevista no DVD bônus de Stop the Clocks, Gallagher comenta que a faixa contém o melhor canto de seu irmão Liam.

## Lançamento
É apresentado em seu álbum de estreia, Definitely Maybe,  no single "Whatever",  e no single americano "Champagne Supernova". Também na entrevista do Stop the Clocks, Noel afirmou que foi instruído a lançá-lo como o quinto single de Definitely Maybe, mas Gallagher recusou, argumentando: "Você não pode ter cinco [singles] de um álbum de estreia."  Além disso, é considerada a música favorita de Paul McCartney do Oasis na mesma entrevista. Uma edição limitada do CD promocional do Reino Unido foi impressa para celebrar o sucesso da banda no Brit Awards de 1995 . A música está incluída no álbum best-of do Oasis , Stop the Clocks  em uma mistura ligeiramente diferente; Os backing vocals de Noel durante a ponte foram removidos, e é esta versão que foi incluída nas reedições de Definitely Maybe desde então.

## Performances ao vivo
Ambos os irmãos Gallagher alegaram que a música deveria ter sido tocada com mais frequência em shows,  e embora raramente fosse tocada, continua sendo a favorita dos fãs. No entanto, foi incluído no set list da turnê Dig Out Your Soul da banda. Foi descrito pelo guitarrista Gem Archer como "aquele para os fãs" .
Uma versão ao vivo gravada em 17 de abril de 1995 no Southend Cliffs Pavilion foi incluída no álbum de vídeo Live by the Sea. Uma versão ao vivo da música foi lançada em 2007 no álbum ao vivo The Dreams We Have As Children de Noel Gallagher. Liam Gallagher cantou a música em suas apresentações solo, principalmente no Festival de Glastonbury e nos Festivais de Reading e Leeds em 2017.

## Recepção
Ao revisar o álbum Definitely Maybe, o escritor da NME Keith Cameron descreveu "Slide Away" como "uma canção de amor completamente comovente" que mostrou a banda possuindo "tanto a doçura quanto a ternura para complementar suas comprovadas qualidades de hooligan". Gibson Guitar.com listou a música como uma das dez melhores faixas de guitarra de Noel. Na edição de 11 de maio de 2013 da NME, a música foi listada em 57º lugar na lista "As 100 melhores músicas do Britpop" da revista,  e em 2019, foi classificada em 1º lugar em uma lista das melhores músicas do Oasis pela mesma revista.

## Créditos
- Liam Gallagher – vocais principais, pandeireta
- Noel Gallagher – guitarra solo, baixo, [17] vocal de apoio
- Paul Arthurs – guitarra rítmica
- Tony McCarroll – bateria

## Certificações
| Reino Unido (BPI)                                        | Ouro | 400 000‡ |
| ‡ Certificação com base no número de vendas + streaming. |      |          |